# Garrett Temple
Garrett Bartholomew Temple, né le 8 mai 1986 à Bâton-Rouge en Louisiane, est un joueur américain de basket-ball. Il évolue au poste d'arrière.

## Carrière

### Saison 2009-2010
Non drafté en 2009, il participe à la NBA Summer League 2009 avec les Rockets de Houston. En septembre 2009, il signe avec les Rockets. Cependant, il est coupé par les Rockets le 21 octobre 2009. En novembre 2009, il est choisi par les Vipers de Rio Grande Valley en D-League.
Le 8 février 2010, il signe un contrat de dix jours avec les Rockets. Le 20 février 2010, il signe un second contrat de dix jours avec les Rockets.
Le 3 mars 2010, il signe un contrat de dix jours avec les Kings de Sacramento. Le 13 mars 2010, il signe un contrat de dix jours avec les Spurs de San Antonio. Le 23 mars 2010, il signe avec les Spurs pour le reste de la saison.

### Saison 2010-2011
En juillet 2010, Temple participe à la NBA Summer League 2010 avec les Spurs de San Antonio. Le 11 novembre 2010, il est coupé par les Spurs. Le 30 novembre 2010, il retourne chez les Vipers de Rio Grande Valley. Le 30 décembre 2010, il est transféré aux BayHawks d'Érié en échange de Jeff Adrien.
Le 25 janvier 2011, il signe un contrat de dix jours avec les Bucks de Milwaukee. Le 5 février 2011, il signe un second contrat de dix jours avec les Bucks. Le 17 février 2011, il retourne chez les Bayhawks.
Le 7 mars 2011, il signe un contrat de dix jours avec les Bobcats de Charlotte. Le 17 mars 2011, il signe un second contrat de dix jours avec les Bobcats. Le 28 mars 2011, il signe avec les Bobcats pour le reste de la saison.

### Saison 2011-2012
Le 27 juillet 2011, il signe un contrat d'un an en Italie dans l'équipe de Novipiù Casale Monferrato. En 28 matchs, il termine avec des moyennes de 9,5 points, 2,8 rebonds, 1,4 passe décisive et 1,5 interception par match et Casale termine dernier du championnat avec un bilan de 8 victoires pour 24 défaites.

### Saison 2012-2013
En juillet 2012, il participe à l'Orlando Summer League avec le Thunder d'Oklahoma City et à la Las Vegas Summer League avec les Cavaliers de Cleveland.
Le 13 septembre 2012, il signe avec le Heat de Miami. Le 27 octobre 2012, il est coupé de l'effectif du Heat. Le 1er novembre 2012, il retourne chez les BayHawks d'Érié. Quatre jours plus tard, il est transféré chez les Bighorns de Reno.

### Wizards de Washington (2012-2016)
Le 25 décembre 2012, il signe avec les Wizards de Washington.
Le 10 juillet 2013, il resigne avec les Wizards.
Le 18 juillet 2014, il resigne de nouveau avec les Wizards pour un contrat de deux ans et deux millions de dollars.

### Kings de Sacramento (2016-2018)
Le 9 juillet 2016, il signe avec les Kings de Sacramento. Garrett Temple réalise son record en carrière le 23 janvier 2018 en inscrivant 34 points face au Magic d'Orlando.

### Grizzlies de Memphis (2018-2019)
Le 17 juillet 2018, il est échangé vers les Grizzlies de Memphis contre Deyonta Davis, Ben McLemore et un second tour de la draft 2020.

### Clippers de Los Angeles (2019)
Il est à nouveau échangé en février 2019, avec JaMychal Green aux Clippers de Los Angeles contre Avery Bradley.

### Nets de Brooklyn (2019-2020)
Le 8 juillet 2019, il signe avec les Nets de Brooklyn.

### Bulls de Chicago (2020-2021)
Le 27 novembre 2020, Garrett Temple signe avec les Bulls de Chicago.

### Pelicans de La Nouvelle-Orléans (2021-2023)
Le 8 août 2021, en marge du sign-and-trade envoyant Lonzo Ball aux Bulls de Chicago, Garrett Temple est transféré avec Tomáš Satoranský vers les Pelicans de La Nouvelle-Orléans.

### Raptors de Toronto (depuis 2023)
Fin juillet 2023, il s'engage pour une saison aux Raptors de Toronto.

## Palmarès
- NBA D-League All-Star (2011)
- Second-team All-SEC (2009)
- All-SEC Defensive Team (2009)

## Statistiques

### Professionnelles

#### Saison régulière
| Saison    | Équipe              | Matchs | Titul. | Min./m | % Tir | % 3pts | % LF  | Rbds/m. | Pass/m. | Int/m. | Ctr/m. | Pts/m. |
| --------- | ------------------- | ------ | ------ | ------ | ----- | ------ | ----- | ------- | ------- | ------ | ------ | ------ |
| 2009-2010 | Houston             | 9      | 0      | 13,1   | 44,8  | 25,0   | 66,7  | 1,60    | 0,80    | 0,40   | 0,40   | 5,00   |
| 2009-2010 | Sacramento          | 5      | 0      | 25,6   | 37,5  | 00,0   | 100,0 | 0,60    | 0,40    | 0,20   | 0,00   | 2,20   |
| 2009-2010 | San Antonio         | 13     | 4      | 19,8   | 43,8  | 43,5   | 66,7  | 1,10    | 0,90    | 0,60   | 0,20   | 6,20   |
| 2010-2011 | San Antonio         | 3      | 0      | 7,0    | 20,0  | 00,0   | 00,0  | 0,70    | 0,70    | 0,30   | 1,30   | 0,70   |
| 2010-2011 | Milwaukee           | 9      | 0      | 14,2   | 33,3  | 30,0   | 00,0  | 0,70    | 0,70    | 0,10   | 0,10   | 1,90   |
| 2010-2011 | Charlotte           | 12     | 0      | 10,5   | 28,6  | 26,9   | 63,6  | 1,30    | 2,00    | 0,80   | 0,30   | 3,20   |
| 2012-2013 | Washington          | 51     | 36     | 22,7   | 40,7  | 32,5   | 70,3  | 2,40    | 2,30    | 1,00   | 0,30   | 5,10   |
| 2013-2014 | Washington          | 75     | 0      | 8,5    | 36,2  | 20,7   | 69,8  | 0,90    | 1,00    | 0,50   | 0,10   | 1,80   |
| 2014-2015 | Washington          | 52     | 18     | 14,1   | 40,0  | 37,5   | 72,9  | 1,70    | 1,10    | 0,80   | 0,20   | 3,90   |
| 2015-2016 | Washington          | 80     | 43     | 24,4   | 39,8  | 34,5   | 72,8  | 2,70    | 1,80    | 1,00   | 0,20   | 7,30   |
| 2016-2017 | Sacramento          | 65     | 20     | 26,6   | 42,4  | 37,3   | 78,4  | 2,80    | 2,60    | 1,30   | 0,40   | 7,80   |
| 2017-2018 | Sacramento          | 65     | 35     | 24,8   | 41,8  | 39,2   | 76,9  | 2,30    | 1,90    | 0,90   | 0,40   | 8,40   |
| 2018-2019 | Memphis             | 49     | 49     | 31,2   | 42,9  | 35,2   | 75,0  | 3,10    | 1,40    | 1,00   | 0,50   | 9,40   |
| 2018-2019 | L.A. Clippers       | 26     | 6      | 19,6   | 39,6  | 29,6   | 74,2  | 2,50    | 1,40    | 1,00   | 0,20   | 4,70   |
| 2019-2020 | Brooklyn            | 62     | 35     | 27,9   | 37,8  | 32,9   | 80,5  | 3,50    | 2,50    | 0,80   | 0,50   | 10,30  |
| 2020-2021 | Chicago             | 56     | 25     | 27,3   | 41,5  | 33,5   | 80,0  | 2,90    | 2,20    | 0,80   | 0,50   | 7,60   |
| 2021-2022 | La Nouvelle-Orléans | 59     | 16     | 18,6   | 37,6  | 31,9   | 68,3  | 2,40    | 1,30    | 0,70   | 0,40   | 5,20   |
| Carrière  | Carrière            | 691    | 288    | 21,4   | 40,2  | 34,4   | 74,0  | 2,30    | 1,70    | 0,80   | 0,30   | 6,40   |

#### Playoffs
| Saison   | Équipe              | Matchs | Titul. | Min./m | % Tir | % 3pts | % LF  | Rbds/m. | Pass/m. | Int/m. | Ctr/m. | Pts/m. |
| -------- | ------------------- | ------ | ------ | ------ | ----- | ------ | ----- | ------- | ------- | ------ | ------ | ------ |
| 2010     | San Antonio         | 6      | 0      | 2,5    | 33,3  | 33,3   | 100,0 | 0,30    | 0,30    | 0,20   | 0,00   | 0,70   |
| 2014     | Washington          | 10     | 0      | 0,9    | 100,0 | 100,0  | –     | 0,00    | 0,00    | 0,00   | 0,00   | 0,50   |
| 2015     | Washington          | 4      | 0      | 6,5    | 16,7  | 00,0   | 62,5  | 0,80    | 0,30    | 0,50   | 0,00   | 1,80   |
| 2019     | L.A. Clippers       | 6      | 0      | 10,5   | 27,3  | 14,3   | 70,0  | 1,20    | 0,30    | 0,50   | 0,20   | 2,30   |
| 2020     | Brooklyn            | 4      | 4      | 34,3   | 34,7  | 25,0   | 83,3  | 2,80    | 2,00    | 0,80   | 0,30   | 12,00  |
| 2022     | La Nouvelle-Orléans | 1      | 0      | 2,0    | –     | –      | –     | 1,00    | 0,00    | 0,00   | 0,00   | 0,00   |
| Carrière | Carrière            | 31     | 4      | 8,1    | 33,8  | 24,0   | 72,0  | 0,80    | 0,40    | 0,30   | 0,10   | 2,50   |

## Records sur une rencontre en NBA
Les records personnels de Garrett Temple en NBA sont les suivants, :
| Type de statistique        | Saison régulière | Saison régulière        | Saison régulière | Playoffs | Playoffs             | Playoffs     |
| Type de statistique        | Record           | Adversaire              | Date             | Record   | Adversaire           | Date         |
| -------------------------- | ---------------- | ----------------------- | ---------------- | -------- | -------------------- | ------------ |
| Points                     | 34               | @ Magic d'Orlando       | 23 janvier 2018  | 21       | @ Raptors de Toronto | 19 août 2020 |
| Paniers marqués            | 14               | @ Magic d'Orlando       | 23 janvier 2018  | 6        | @ Raptors de Toronto | 19 août 2020 |
| Paniers tentés             | 19               | 2 fois                  | 2 fois           | 15       | @ Raptors de Toronto | 17 août 2020 |
| Paniers à 3 points réussis | 6                | 3 fois                  | 3 fois           | 5        | @ Raptors de Toronto | 19 août 2020 |
| Paniers à 3 points tentés  | 14               | @ Raptors de Toronto    | 14 décembre 2019 | 11       | @ Raptors de Toronto | 19 août 2020 |
| Lancers francs réussis     | 7                | Celtics de Boston       | 16 janvier 2016  | 4        | @ Raptors de Toronto | 19 août 2020 |
| Lancers francs tentés      | 9                | @ Heat de Miami         | 8 avril 2011     | 6        | Hawks d'Atlanta      | 9 mai 2015   |
| Rebonds offensifs          | 5                | Clippers de Los Angeles | 6 janvier 2017   | 1        | 2 fois               | 2 fois       |
| Rebonds défensifs          | 11               | @ Hornets de Charlotte  | 22 février 2020  | 4        | 2 fois               | 2 fois       |
| Rebonds totaux             | 11               | @ Hornets de Charlotte  | 22 février 2020  | 4        | 2 fois               | 2 fois       |
| Passes décisives           | 11               | Nets de Brooklyn        | 4 janvier 2013   | 3        | @ Raptors de Toronto | 19 août 2020 |
| Interceptions              | 5                | 2 fois                  | 2 fois           | 1        | 9 fois               | 9 fois       |
| Contres                    | 3                | 4 fois                  | 4 fois           | 1        | 2 fois               | 2 fois       |
| Balles perdues             | 6                | Hawks d'Atlanta         | 13 avril 2016    | 4        | Raptors de Toronto   | 21 août 2020 |
| Minutes jouées             | 47               | Nets de Brooklyn        | 4 janvier 2013   | 36       | Raptors de Toronto   | 21 août 2020 |

- Double-double : 2
- Triple-double : 0

Dernière mise à jour : 14 août 2022